# VW Fridolin
Der VW Fridolin, offiziell Typ 147, ist ein Kleinlieferwagen der Marke Volkswagen, der zwischen 1964 und 1974 hauptsächlich für die Deutsche Bundespost gebaut wurde und nach heutigen Maßstäben den Kastenvarianten der Hochdachkombis zugeordnet wäre.

## Anforderung der Deutschen Bundespost
VW wurde im Februar 1962 von der Deutschen Bundespost mit der Entwicklung dieses Fahrzeugs beauftragt, da die bis dahin verwendeten bzw. auf dem Markt befindlichen Automobiltypen als ungeeignet erschienen. Der Laderaum des Wagens sollte zwei Kubikmeter und 400 Kilogramm Nutzlast aufnehmen können sowie direkt vom Führerhaus aus erreichbar sein. Weiterhin wurden Schiebetüren gefordert, da Klapptüren in Innenstädten häufig zu schlecht zu öffnen waren.

## Serienmodell
Um die Kosten gering zu halten, wurde der unter dem Namen EA 149 (EA steht für Entwicklungsauftrag) geplante Wagen möglichst weitgehend aus Teilen anderer Fahrzeuge zusammengesetzt. So stammten die Achsen, der Motor und das Getriebe vom Käfer, das Chassis vom Karmann-Ghia, Scheinwerfer vom VW Typ 3, Motorklappe und andere Teile vom VW-Transporter, ebenso war die Heckklappe dem T 1 entlehnt, aber kürzer.

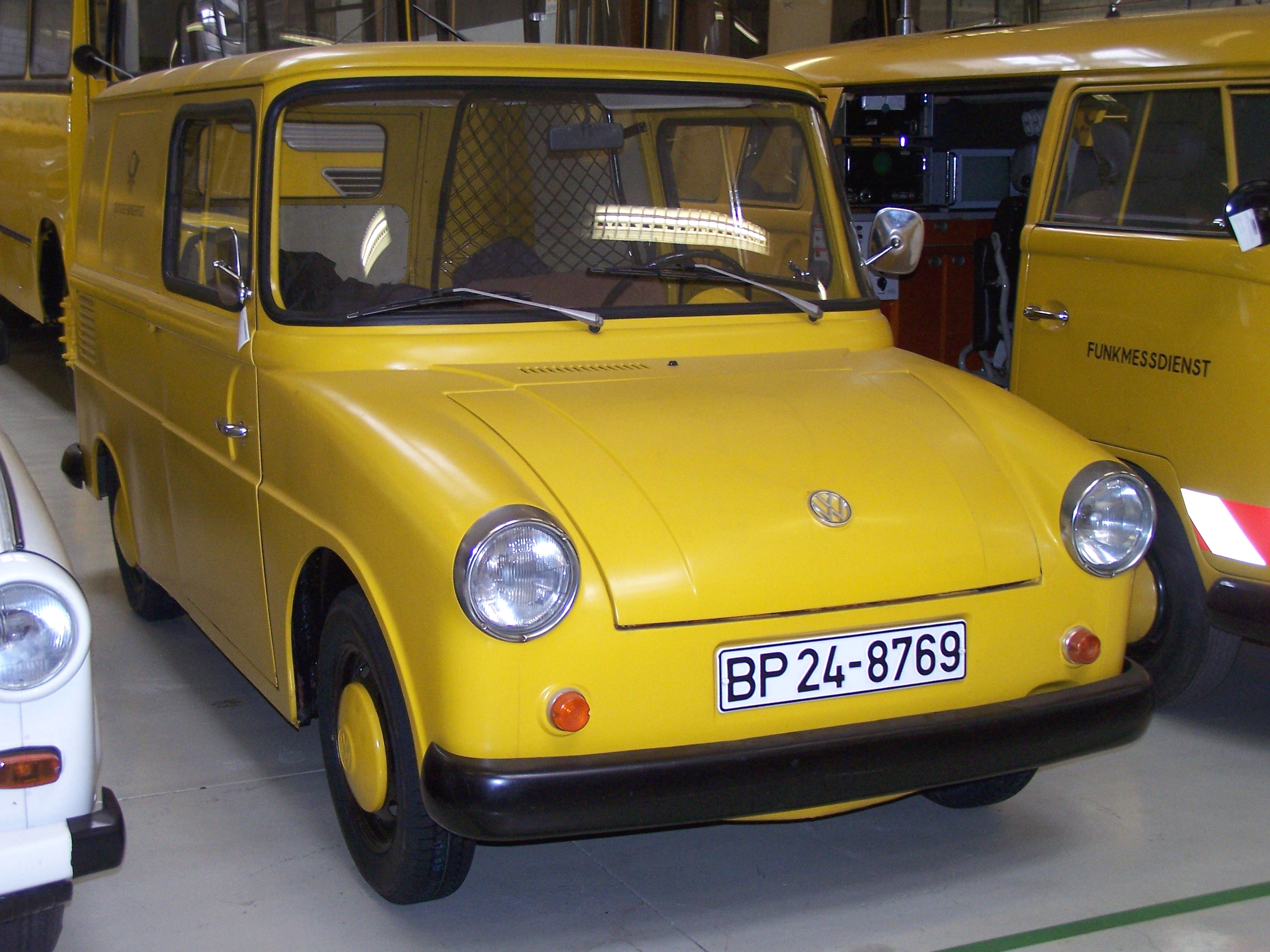
Frontansicht
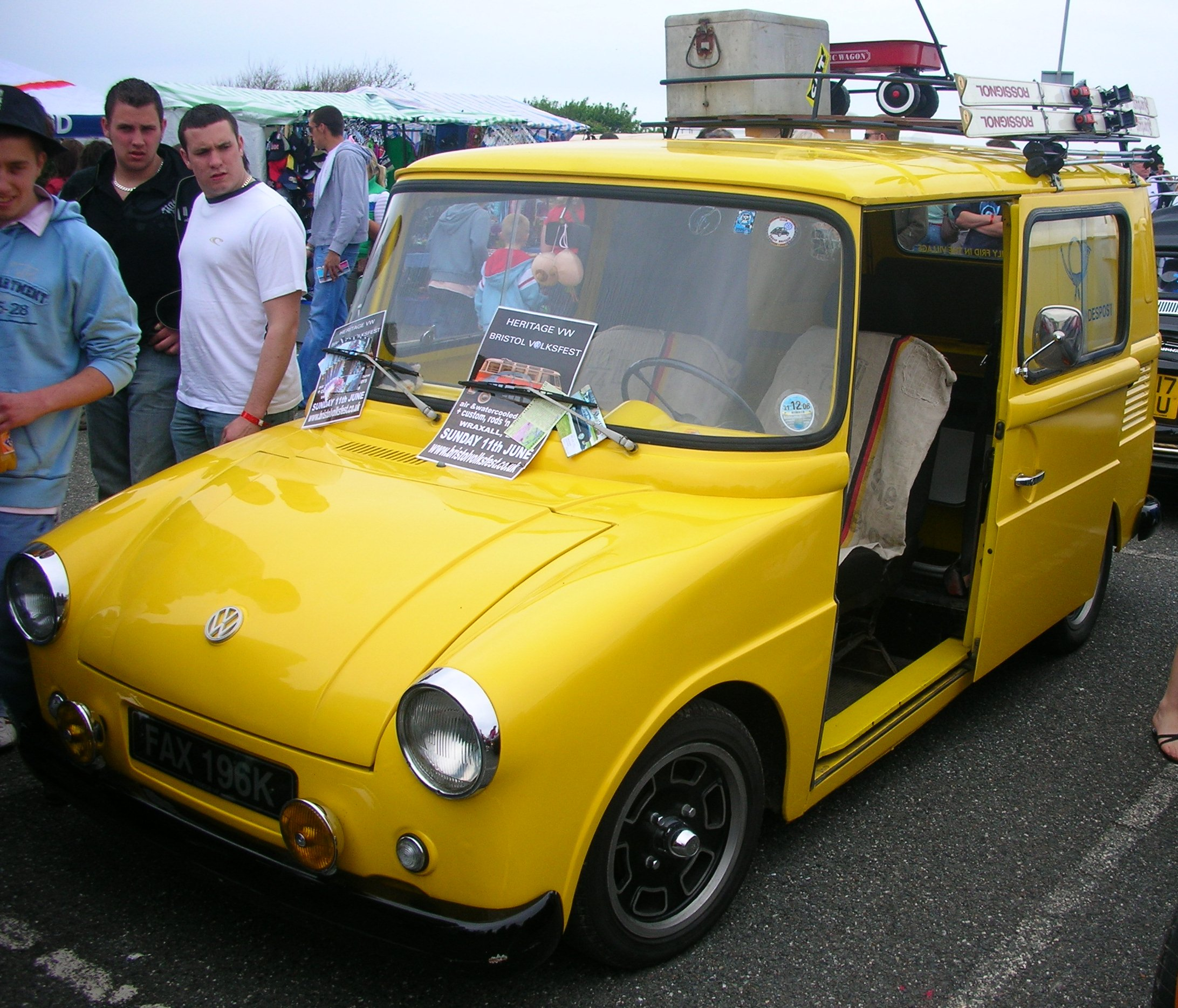
Seitenansicht mit Schiebetür
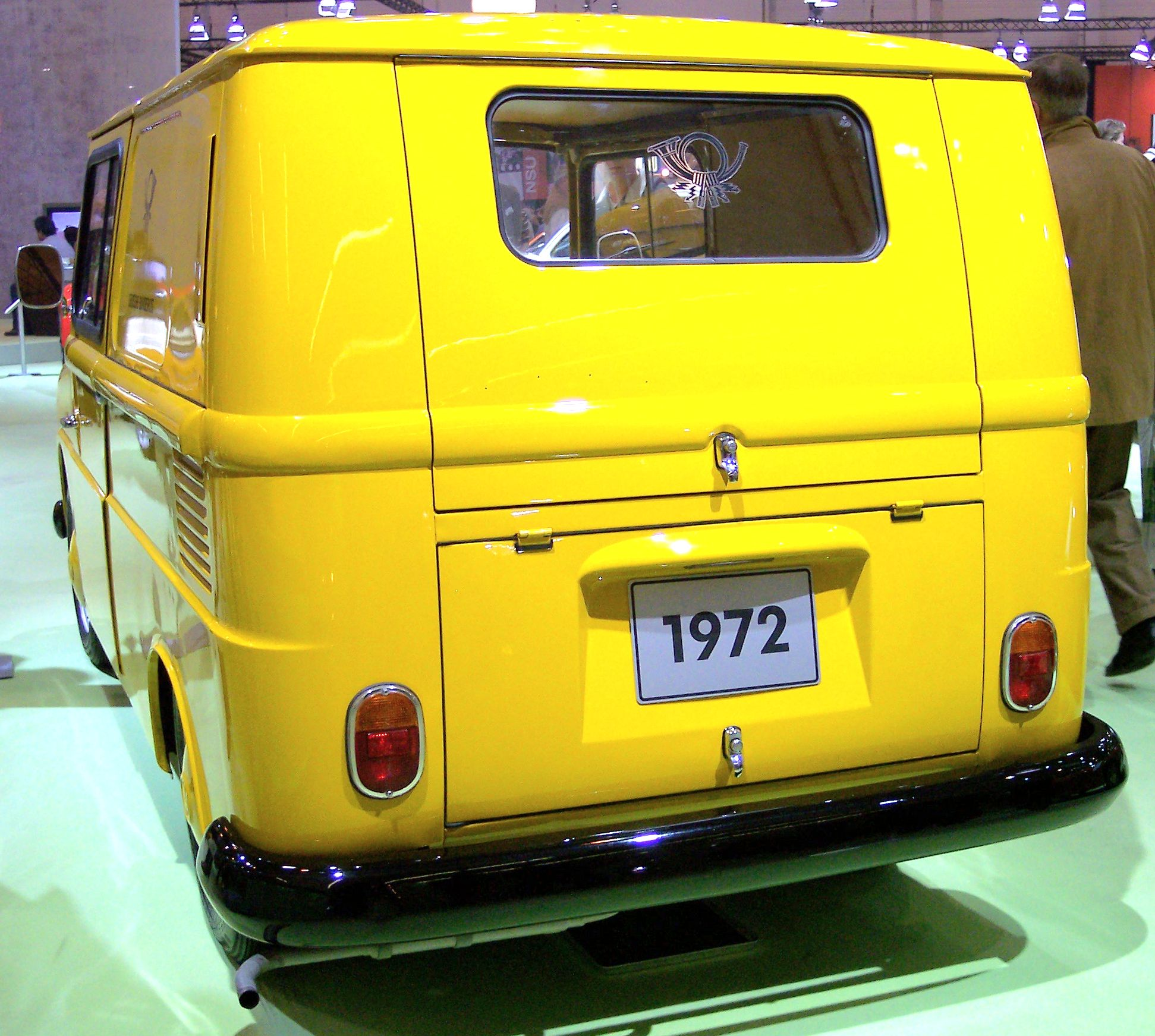
Heckansicht
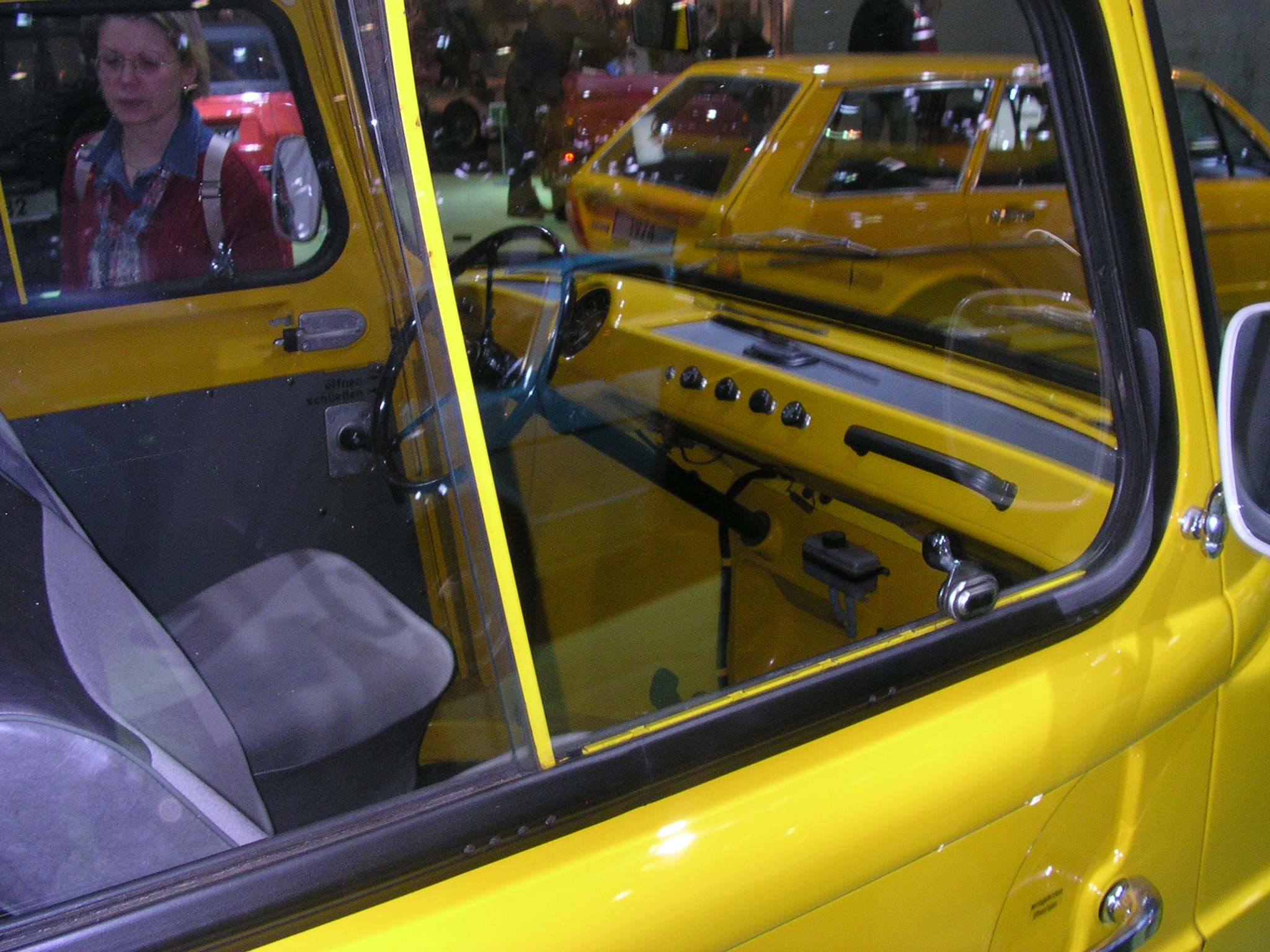
Spartanisches Armaturenbrett

Gefertigt wurde der Wagen in den Westfalia-Werken in Wiedenbrück. Ende 1963 wurden zunächst einige Prototypen entwickelt, und ab 1964 lief die Serienproduktion. Bis zur Einstellung der Produktion im Juli 1974 wurden insgesamt 6139 Fahrzeuge des Typs gebaut, von denen ein Teil auch an andere Einrichtungen verkauft wurde.
Die Ladekapazität der Serienversion übertraf die Anforderungen der Deutschen Bundespost: Das Ladevolumen beträgt 2,3 m³ und weitere 0,6 m³ neben dem Fahrersitz (der faltbare Beifahrersitz konnte dazu nach vorne unter das Armaturenbrett geschwenkt werden), also insgesamt 2,9 m³; die Zuladung wurde von VW mit 410 kg angegeben.

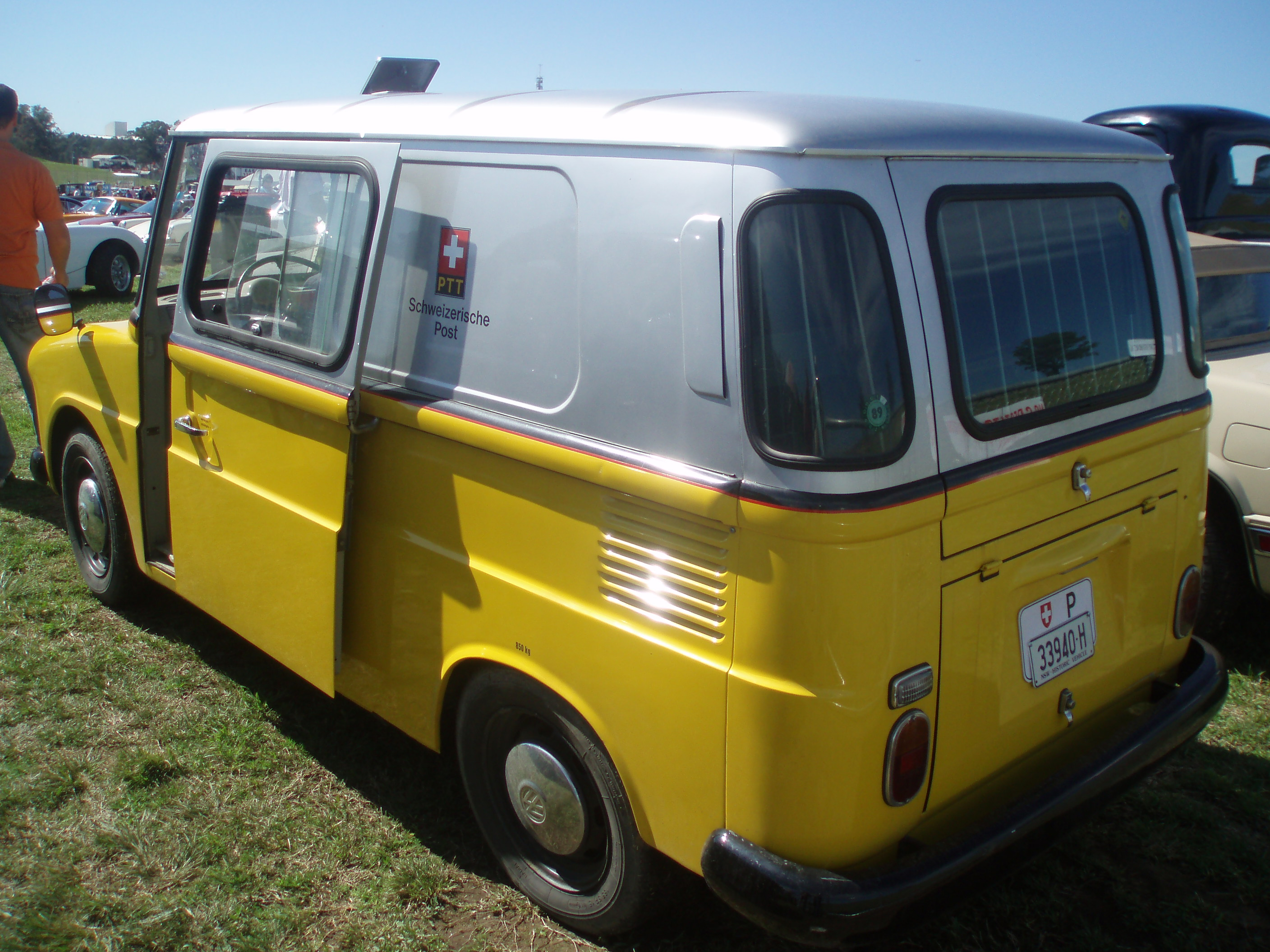
VW 147 der Schweizerischen Post mit dreiteiliger Heckverglasung, Baujahr 1974

Als größerer Abnehmer des Fahrzeugs trat auch die Schweizerische Post (PTT) auf, die 1201 Exemplare in leicht veränderter Ausführung kaufte. Die wichtigsten Änderungen sind der stärkere 1,3-Liter-Motor mit 44 PS (32 kW) sowie Scheibenbremsen vorne und eine Standheizung. Auch außen unterscheidet sich diese Version von derjenigen der Deutschen Bundespost: Es gab eine Zweifarblackierung in einem dunkleren Gelb als das deutsche Post-Gelb mit silbernem Dachbereich, eine Dachluke und (ab Modelljahr 1972) eine dreiteilige großflächige Heckverglasung. Die Außenrückspiegel wurden nicht an den Türen, sondern auf den vorderen Kotflügeln montiert, da in der Schweiz das Fahren mit offenen Schiebetüren gestattet ist. Ferner wurde standardmäßig ein Dachgepäckträger montiert, der die Gesamthöhe auf 1950 mm erhöhte.
Auch die Lufthansa nutzte das Fahrzeug als Vorfeldwagen.
Im Jahr 1968 kostete der VW-Kleinlieferwagen 6834 DM (inkl. Steuer) und damit nur etwa 360 DM weniger als der wesentlich größere VW Transporter Kastenwagen für 7195 DM.
Heute sind in Deutschland noch rund 40 Fahrzeuge des Typs zugelassen, weltweit existieren schätzungsweise noch um die 200 Exemplare.
Ein ähnliches Konzept verfolgte Kalmar in Schweden.

## Produktionszahlen Typ 147 (Fridolin)
Gesamtproduktion 6123 Fahrzeuge von 1963 bis 1974
| Jahr | 1963 | 1964 | 1965 | 1966 | 1967 | 1968 | 1969 | 1970 | 1971 | 1972 | 1973 | 1974 | Summe |
| ---- | ---- | ---- | ---- | ---- | ---- | ---- | ---- | ---- | ---- | ---- | ---- | ---- | ----- |
|      | 3    |      | 367  | 671  | 472  | 712  | 691  | 899  | 1384 | 404  | 437  | 86   | 6123  |

## Ähnlichkeit mit neuem Konzeptfahrzeug
Im November 2011 stellte die Volkswagen AG das Konzeptfahrzeug Volkswagen eT! vor. In der Fachpresse wurde schon bald eine Ähnlichkeit mit dem Volkswagen Fridolin festgestellt.